# Stilifer astericola
Stilifer astericola is een slakkensoort uit de familie van de Eulimidae. De wetenschappelijke naam van de soort is voor het eerst geldig gepubliceerd in 1832 door Broderip.